# Petrus Gonzales

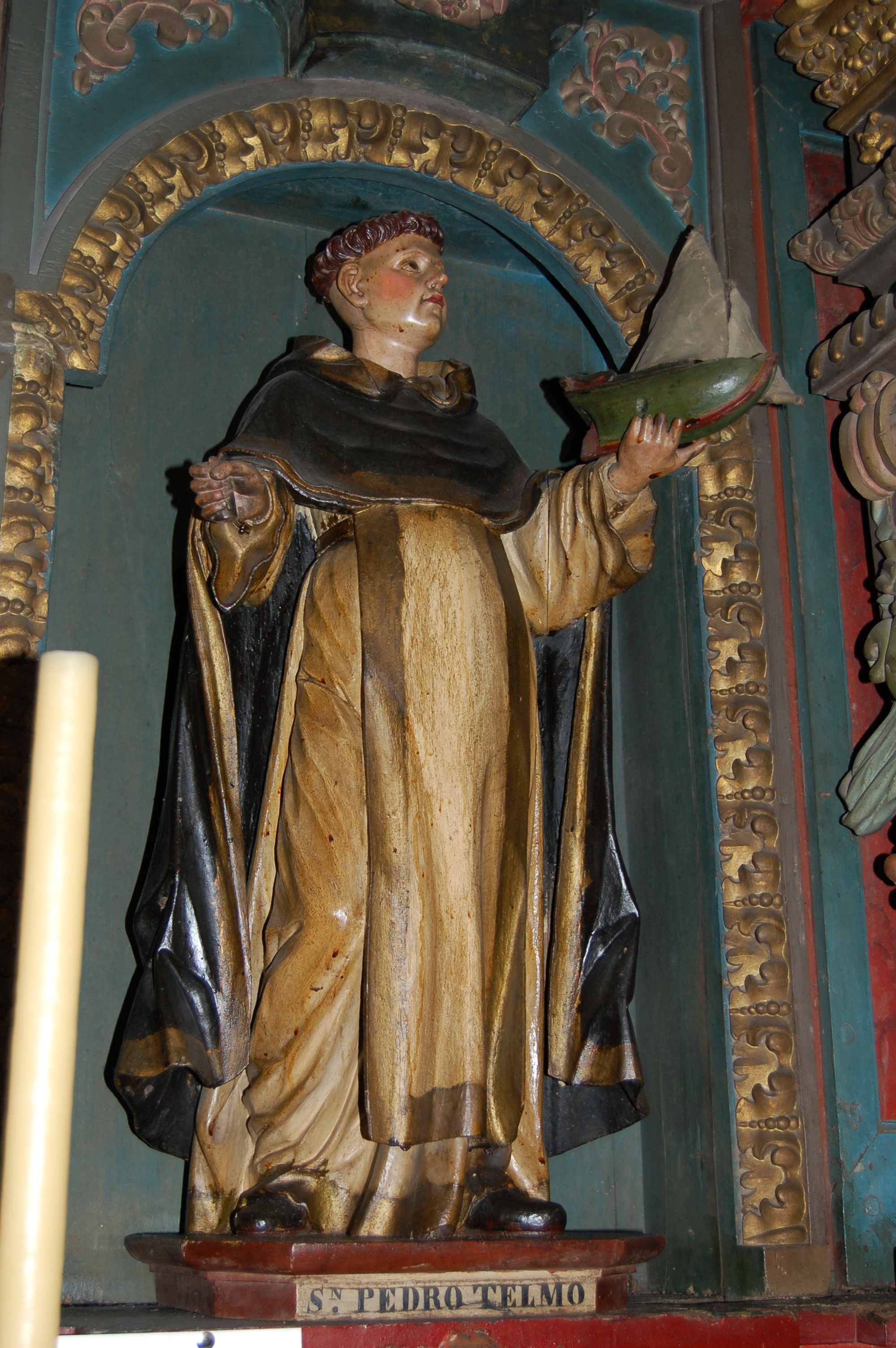
Statue von „San Pedro Telmo“ in Santiago de Compostela

Petrus Gonzales (auch Pedro González; * vor 1190 in Frómista; † 15. April 1246 in Tui) war ein spanischer Priester und Kanoniker, der in den Dominikanerorden eintrat und in Spanien und Portugal als Missionar der Seeleute wirkte.
Mit der Zeit vermischte sich die Verehrung von Petrus Gonzales mit derjenigen des eigentlichen Schutzpatrons der Seeleute, des heiligen Erasmus von Antiochia (span. San Telmo), so dass er in Spanien als San Pedro Telmo bekannt ist. Nach ihm sind mehrere Orte benannt, siehe San Telmo.
1741 wurde er von Papst Benedikt XIV. seliggesprochen.